# Jelena Anatoljewna Mursina
Jelena Anatoljewna Mursina (russisch Елена Анатольевна Мурзина; * 15. Juni 1984 in Swerdlowsk) ist eine russische Rhythmische Sportgymnastin und Olympiasiegerin.
Sie nahm an den Olympischen Sommerspielen 2004 teil, bei denen sie in der Rhythmischen Sportgymnastik im Gruppenmehrkampf mit Olesja Belugina, Olga Glazkich, Natalja Lawrowa, Tatjana Kurbakowa und Jelena Possewina Gold gewann.